# Wintrebertia tsivahae
Wintrebertia tsivahae är en insektsart som beskrevs av Marius Descamps 1971. Wintrebertia tsivahae ingår i släktet Wintrebertia och familjen Euschmidtiidae. Inga underarter finns listade i Catalogue of Life.